# Fremont megye (Idaho)
Fremont megye az Amerikai Egyesült Államokban, azon belül Idaho államban található. Megyeszékhelye és legnagyobb városa St. Anthony. Lakosainak száma 13 388 fő (2020. április 1.). Fremont megye Gallatin, Teton, Madison, Teton, Beaverhead, Jefferson, Clark és Madison megyékkel határos.

## Népesség
A megye népességének változása:
| Lakosok száma | 12 551 | 13 239 | 13 123 | 12 980 | 12 927 | 12 819 | 13 388 |
|               | 2008   | 2010   | 2011   | 2012   | 2013   | 2015   | 2020   |